# 선사 숫자
선사 시대의 셈은 처음 신체 부위, 주로 손가락을 사용하여 보조했다. 이는 "손가락" (영어 toe와 동등한, 라틴어 digitus)이라는 단어에서 볼 수 있는 뿌리 *dḱ를 모두 포함하는 원시-인도-유럽 숫자의 ten과 hundred 같은 특정 수사의 어원에 반영된다.

### 원천 인용
- Arthur J. Evans, Writing in Prehistoric Greece,  Journal of the Anthropological Institute of Great Britain and Ireland (1900).